# Wiliwili
Der Wiliwili (Erythrina sandwicensis) ist eine auf Hawaii endemische Pflanzenart aus der Gattung der Korallenbäume (Erythrina) in der Unterfamilie der Schmetterlingsblütler (Faboideae). Diese Art zeichnet sich durch eine einzigartige, knorrige Gestalt aus und kann auf den beinahe unbewachsenen und sehr trockenen Lavafeldern überleben. Der Wiliwili droht zu verschwinden, da er durch den Mesquite-Baum Prosopis pallida verdrängt werden könnte.

## Beschreibung

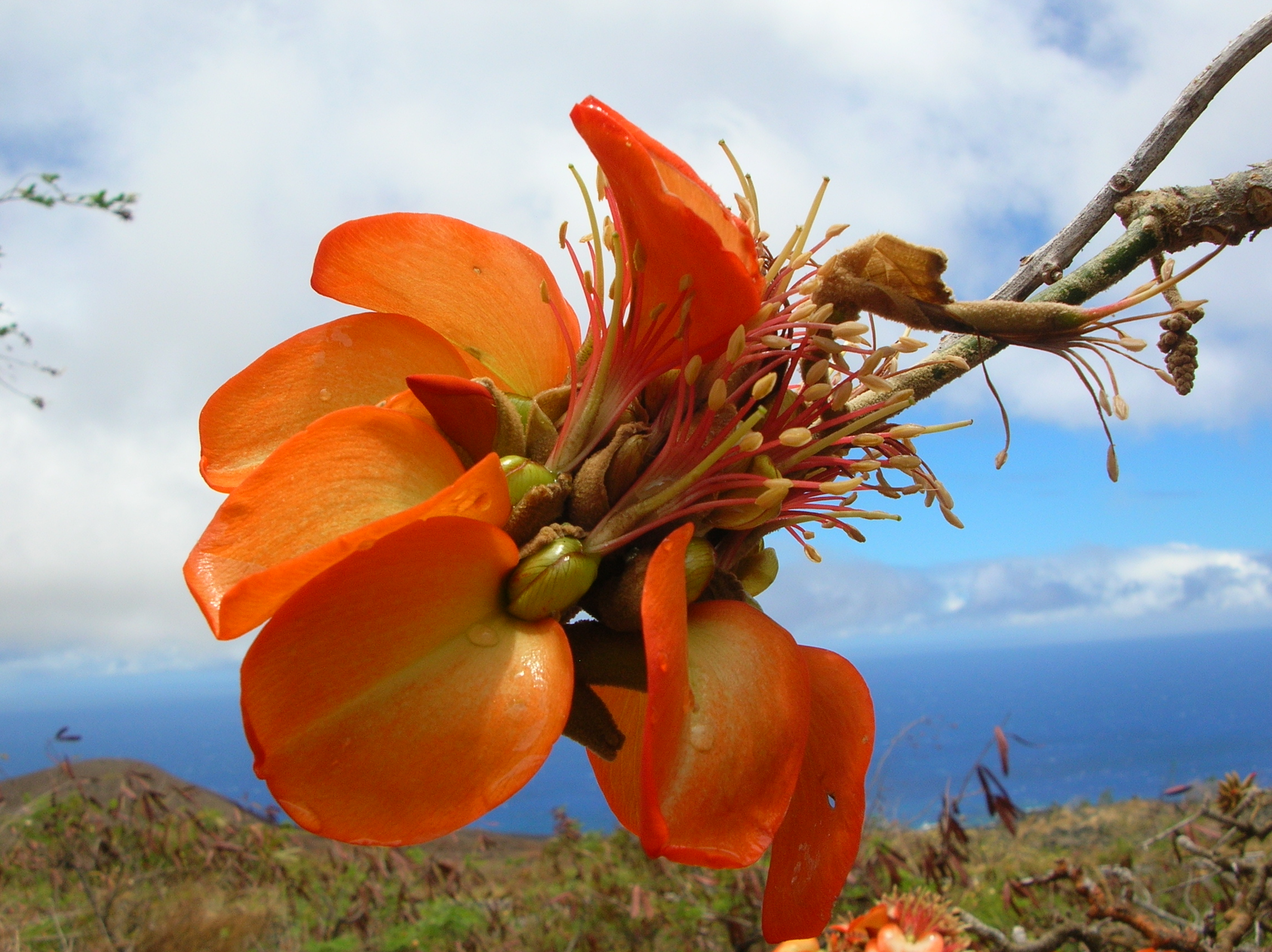
Blütenstand mit dunklen Blüten

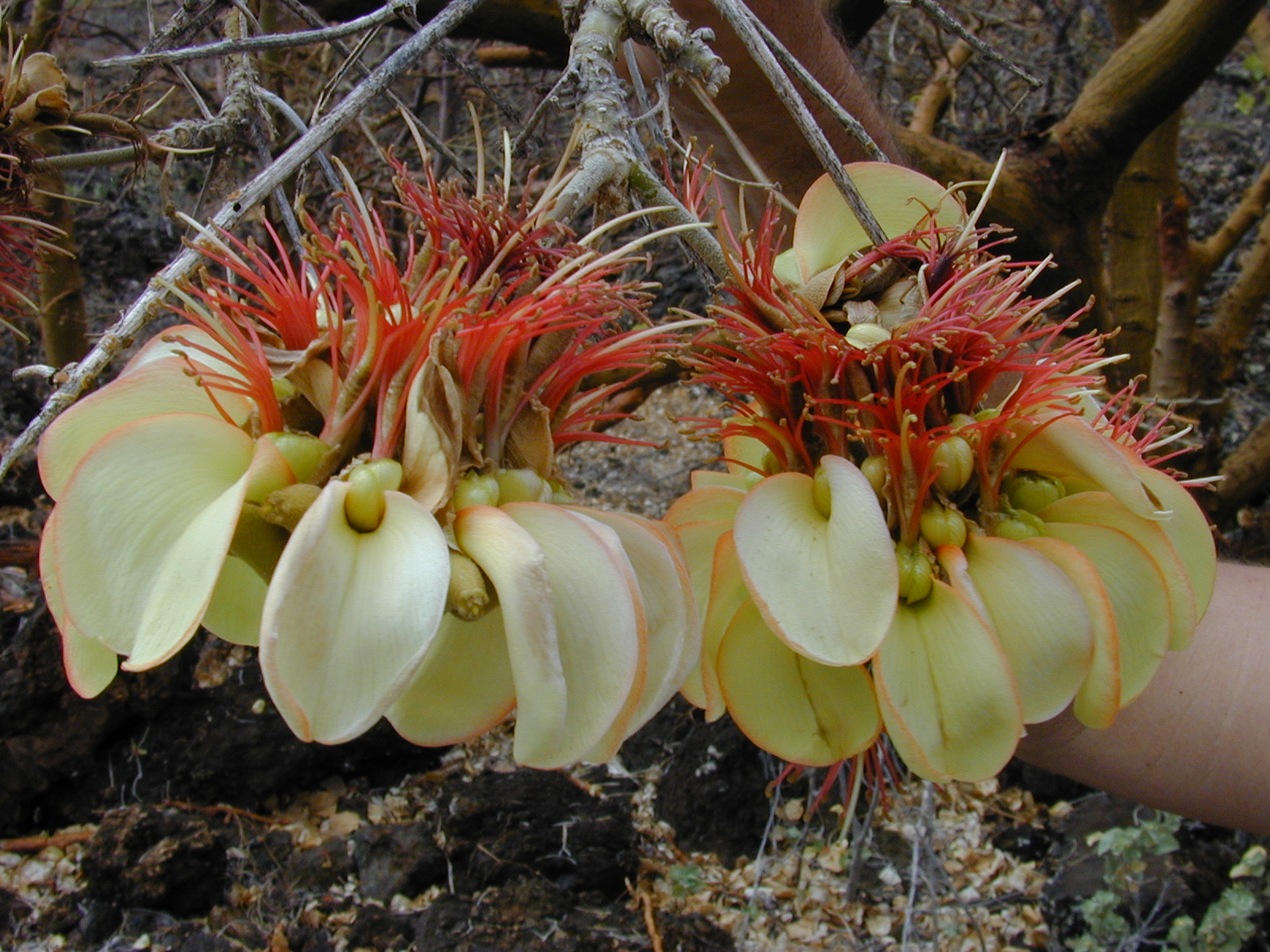
Blütenstand mit hellen Blüten

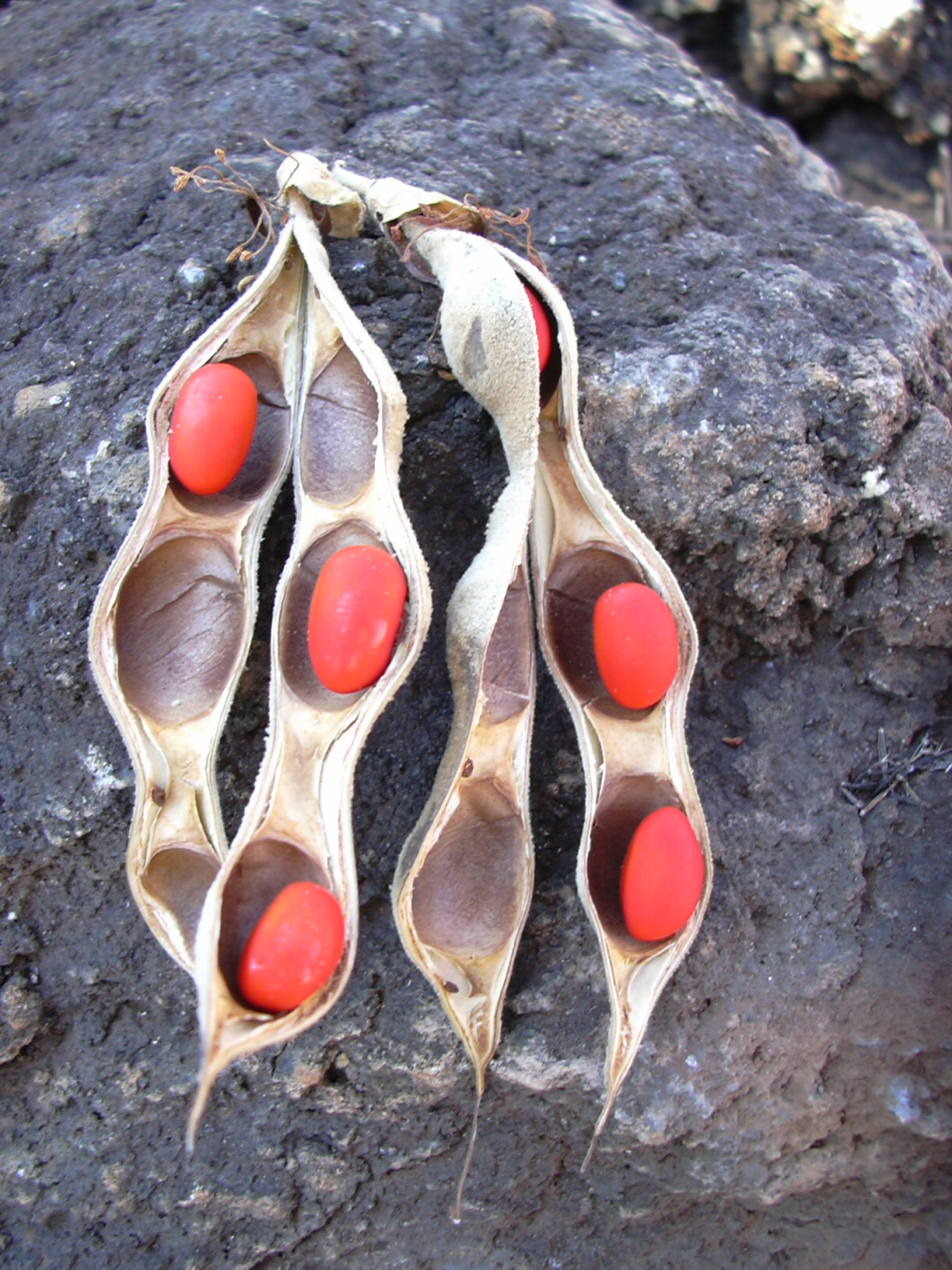
Hülsenfrüchte und Samen

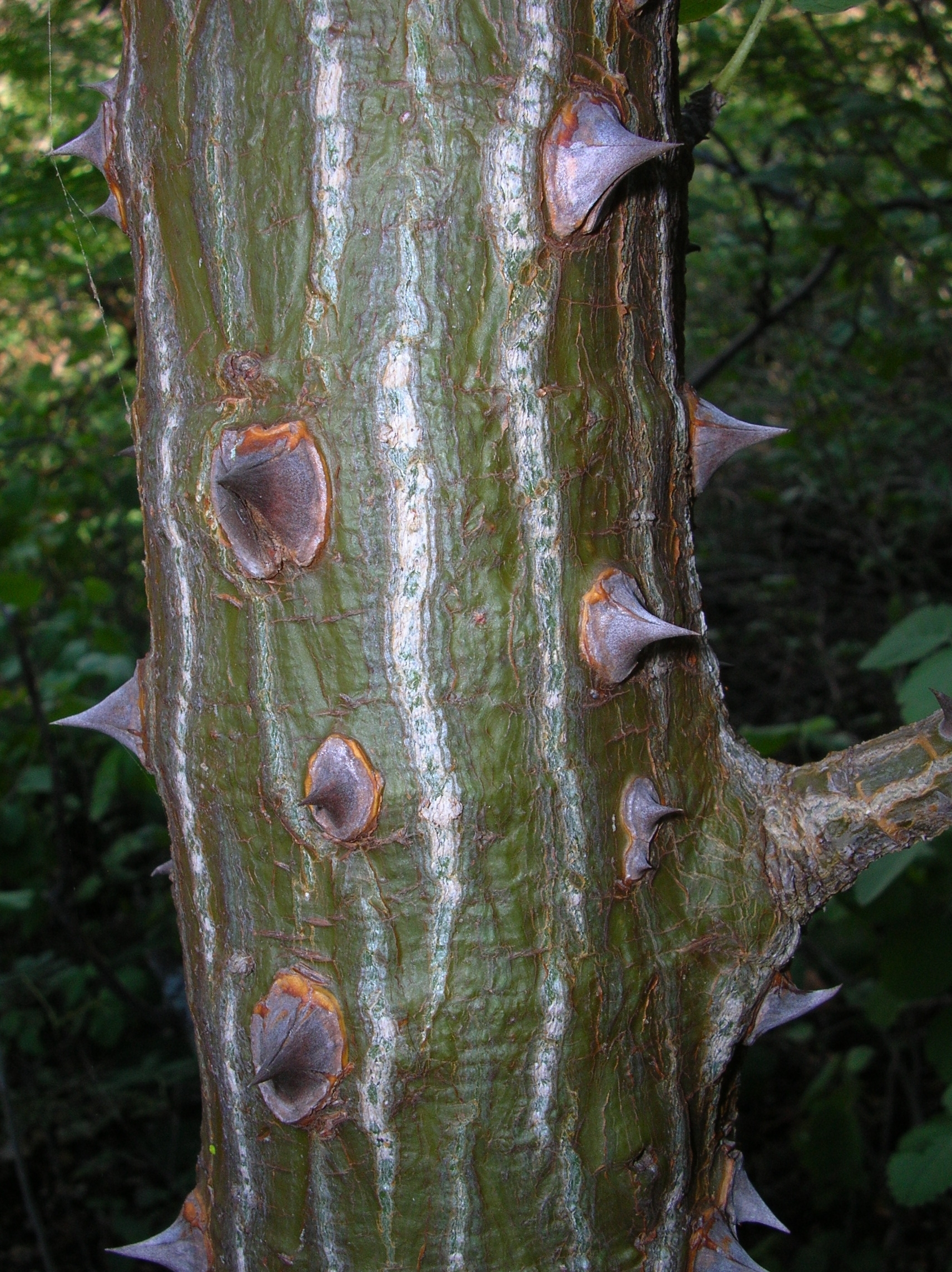
Stamm mit Stacheln

### Vegetative Merkmale
Der Wiliwili wächst als Baum, der erreicht Wuchshöhen von 6 bis 10 Meter sowie einen Stammdurchmesser von 50 bis 60 Zentimeter; als maximale Werte werden eine Wuchshöhe von 16,8 Meter und ein Stammdurchmesser (BHD) von 1,2 Meter angegeben. Der Stamm ist meist kurz und dick und oft krumm. Die Krone ist ausladend mit starken und knorrigen Ästen. Die Zweige stehen beinahe waagrecht, haben gelb behaarte Spitzen und zeigen große Blattnarben. Die Borke ist von gelb-brauner bis rot-brauner Farbe und vereinzelt mit schwarzen oder grauen bis zu einem Zentimeter langen Stacheln besetzt. Die innere Borkenschicht ist hell-gelb.
Die wechselständig angeordneten Laubblätter sind in Blattstiel und Blattspreite gegliedert. Der Blattstiel ist 9 bis 25 Zentimeter lang. Der Wiliwili zeigt die für Korallenbaum-Arten typischen dreiteiligen und unpaarig gefiederten Blattspreiten. Die kurz gestielten Fiederblättchen sind 4 bis 10 Zentimeter lang und 6 bis 15 Zentimeter breit und haben einen breit-dreieckigen Umriss mit einer waagrechten Basis. Das endständige Fiederblättchen ist das größte. Die Blattoberseite verkahlt, die Unterseite ist gelb behaart und hat deutlich sichtbare Blattadern. Am Grunde jedes Fiederblättchens befinden sich zwei punktförmige Drüsen, ein bis zwei weitere befinden sich an der Blattbasis.
Der Wiliwili verliert im Spätsommer oder im Herbst seine Blätter. Der Neuaustrieb erfolgt im Frühling, nachdem der Blütezeit.

### Generative Merkmale
Die kurzgestielten Blüten sind dicht gedrängt in etwa 15 Zentimeter langen Blütenständen angeordnet.
Die Blüten sind zygomorph mit doppelter Blütenhülle. Der Kelch ist dicht gelb behaart, krugförmig, an einer Seite offen und etwa 15 Millimeter lang. Die Kronblätter sind meist gelb oder orangefarbigen; die Blütenfarbe kann sich von Baumexemplar zu Baumexemplar unterscheiden. Die Blütenkrone ist gelb, lachs- oder orangefarben. Die Fahne ist etwa 4 Zentimeter lang. Die vier weiteren Kronblättern (Flügel oder Schiffchen) sine wesentlich kleineren. Von den zehn etwa 3 Zentimeter langen, gekrümmten, gelben oder orangefarbenen Staubblättern sind neun an den Staubfäden zusammengewachsen. Der Stempel hat einen schlanken Griffel und einen gestielten, schmalen und dicht behaarten Fruchtknoten.
Die bei Reife dunkel-braunen Hülsenfrüchte sind etwa 10 Zentimeter lang sowie etwa 13 Millimeter breit und hartschalig; sie laufen an den Enden spitz zu und öffnen sich bei Reife und enthalten zwischen einem und fünf, meist zwei Samen. Die glänzend orange-roten Samen sind bohnenförmig und 13 bis 15 Millimeter groß.

### Keimung
Die Keimung erfolgt epigäisch. Nach der Keimung bilden sich 6 Zentimeter große herzförmige Primärblätter. Nach sechs bis acht Wochen sind die Keimlinge 20 bis 30 Zentimeter hoch und tragen die für Korallenbaum-Arten typischen dreiteilig gefiederten Laubblätter.

### Chromosomensatz
Die Chromosomenzahl beträgt 2n = 42.

## Vorkommen
Der Wiliwili war auf den Leeseiten aller größeren Inseln des Archipels (Niʻihau, Kauaʻi, Oʻahu, Molokaʻi, Lānaʻi, Maui, Kahoʻolawe, Hawaiʻi) in Höhenlagen von 150 bis 600 Metern sehr häufig. Inzwischen sind nur wenige Standorte verblieben, die auf verwitterten Lavafeldern im Regenschatten der Gebirgsketten mit jährlichen Niederschlägen von etwa 500 Millimeter liegen. Unter diesen Bedingungen gedeiht auf Hawaii nur noch der Neophyt Prosopis pallida.

## Systematik
Die Art Erythrina sandwicensis gehört zur Gattung Erythrina. Früher wurde Erythrina sandwicensis mit der nur auf Tahiti vorkommenden Art Erythrina tahitensis zu einer Art zusammengefasst.
Die Erstbeschreibung von Erythrina sandwicensis erfolgte 1932 durch Otto Degener in Flora Hawaiiensis; the New Illustrated Flora of the Hawaiian Islands 169c. Ein Synonym für Erythrina sandwicensis O.Deg. ist Erythrina monosperma Gaudich. nom. illeg. non Lam. 1785 in Voyage autour du Monde, entrepris par Ordre du Roi, . . . Executé sur les Corvettes de S.M. l'Uranie et la Physicienne . . . par M. Louis de Freycinet. Botanique ..., Seite 486 (1830).

## Verwendung
Der Wiliwili unterliegt keiner wirtschaftlichen Nutzung. Das Holz ist sehr weich und lässt sich nur schwer bearbeiten. Es hat die geringste Dichte aller Baumarten Hawaiis und wurde früher von der Bevölkerung für Ausleger an Kanus und als Schwimmer an Fischnetzen verwendet. Die orangeroten Samen werden in den traditionellen hawaiischen Kränzen (Lei) verwendet. Auch der Kranz, mit dem James Cook begrüßt wurde, enthielt solche Samen.